# Anaspis gafsana
Anaspis gafsana là một loài bọ cánh cứng trong họ Scraptiidae. Loài này được Normand miêu tả khoa học năm 1936.